# Hélène Landemore
Hélène Landemore es una profesora de ciencia política en la Universidad de Yale. Tiene un doctorado de la Universidad de Harvard. Su especialidad es la teoría política y es conocida por sus trabajos en teoría democrática.

## Biografía
Tras su infancia en Normandía, empieza a los 18 años sus estudios de posgrado en París. Ingresó en la École Normale y Sciences Po Paris. En 2008 obtiene el título de Philosophiæ doctor en la Universidad de Harvard, gracias a una tesis sobre la idea de inteligencia colectiva, aplicada a la justificación de democracia.

## Vida pública
Ha observado el proceso constituyente participativo de Islandia y la Convención Ciudadana por el Clima de Francia. Presenta regularmente sus ideas y propuestas en periódicos franceses y estadounidenses.

## Teorías
La investigación de Hélène Landemore se centra en la democracia deliberativa y la inteligencia colectiva.

### Crítica de la democracia electoral
Al igual que David Van Reybrouck y Brett Hennig, observa que las elecciones son más aristocráticas que democráticas, ya que dan poder a una pequeña élite social Los parlamentos elegidos nunca son representativos de toda la población. En particular, las mujeres, la clase trabajadora y las minorías sociales están sistemáticamente infrarrepresentadas.
El dinero aportado por los donantes ricos a las campañas políticas tiene un importante impacto en la política electoral, especialmente en Estados Unidos de América. Como resultado, Estados Unidos se asemeja más a una plutocracia, en la que la élite económica tiene más influencia en la política que la gran mayoría de la población.

### Sorteo y asamblea ciudadana
Hélène Landemore considera que una nueva institución es la «clave» de una nueva forma de democracia. La llama «minipúblico abierto». Se trata de una asamblea ciudadana de unos pocos cientos de personas elegidas por sorteo.

### Diversidad cognitiva
La diversidad de los miembros de una asamblea es un punto fuerte para la deliberación. La reflexión será más rica y matizada si incluye diferentes perspectivas, experiencias vitales y conocimientos. Por eso, una asamblea elegida por sorteo es generalmente preferible a una asamblea de expertos. No podemos predecir de antemano qué conocimientos y experiencias serán útiles para afrontar un problema político. La razón ordena entonces que elijamos la máxima diversidad antes que la capacidad especializada.
Es un argumento epistémico y probabilístico a favor de la inclusión democrática y la sortición.

### La «democracia abierta»
Hélène Landemore propone un nuevo paradigma, la "democracia abierta», que se apoya en cinco principios:
1. Derechos de participación: los derechos de expresión y de asociación, a los que se añaden los derechos de petición y de iniciativa ciudadana. Permitirá la convocatoria de un referéndum sobre una ley votada por el Parlamento.
2. Deliberación: las decisiones deben provenir de la discusión entre ciudadanos iguales. La palabra no debe ser monopolizada por unos pocos oradores dotados.
3. Principio mayoritario: en lugar de reglas de supermayorías, que producen minorías de bloqueo. El voto debe integrar métodos nuevos y más justos, como el juicio de la mayoría.
4. Representación democrática: gracias a la sortición y, en menor medida, a la participación voluntaria.
5. Transparencia: del proceso y de los resultados de las deliberaciones, en tiempo real o a posteriori. La transparencia es un medio de control, que requiere que la información sea pública y legible para los ciudadanos.

## Publicaciones

### Libros en inglés
- Hélène Landemore, Jon Elster et al. Edited volume: Collective Wisdom: Principles and Mechanisms, Cambridge, Cambridge University Press, 2012.
- Hélène Landemore, Democratic reason: Politics, collective intelligence, and the rule of the many, Princeton, Princeton University Press, 2017.
- Hélène Landemore, Open Democracy: Reinventing Popular Rule for the Twenty-First Century, Princeton, Princeton University Press, 2020.

### Libros en francés
- Hélène Landemore, Hume. Probabilité et choix raisonnable, París, PUF, 2004.